# Paulus Kind der Jüngere
Paulus Kind der Jüngere (* 25. Januar 1783 in Chur; † 12. Dezember 1875 ebenda) war ein Schweizer reformierter Pfarrer.

## Leben
Paulus Kind der Jüngere entstammte einer Churer Familie von Geistlichen. In Chur besuchte er nach 1797 das «Collegium philosophicum», nach 1804 studierte er Theologie an der Universität Tübingen. 1807 wechselte er an die Universität Heidelberg; 1809 an die Universität Basel. 1808 wurde er Professor an der Bündner Kantonsschule in Chur. Am 23. Juni 1810 nahm man ihn in die evangelisch-rätische Synode auf. Dies erlaubte ihm, im ganzen Kanton Graubünden als Pfarrer tätig zu sein, doch war er zunächst ab 1815 als Freiprediger und Katechet tätig. 1832 nahm er eine Pfarrstelle an der Martinskirche in Chur an, womit das Amt des Antistes verbunden war.
Kind zählt zu den Gründern des Theologischen Instituts, welches der Bündner Bevölkerung eine ortsnahe Ausbildung zum Pfarrer anbot; an diesem Institut war er seit 1832 als Professor tätig. Allerdings wurde das Institut bereits 1844 wieder aufgelöst, was Kind stark traf. Also führte er seine Professur an der Kantonsschule neben dem Pfarrposten an der Kirche in Chur fort. Die Professur gab er 1859 wieder ab, weil er in den Ruhestand trat. Diesen verbrachte er in Chur.
Drei seiner Söhne wurden ebenfalls Pfarrer: Christian Immanuel Kind, Ludwig Gotthilf Kind und Paul Gottlob Kind.
Aus der Ehe seiner Tochter Regula Luise (1834–1907) mit dem württembergischen Theologen Paul Ernst Wurm (1829–1911) stammt der spätere Landesbischof der evangelischen Kirche von Württemberg, Theophil Wurm.

## Werke
- Zürcherischer Catechismus, bearbeitet zum Gebrauch in obern Schulklassen und für den Confirmationsunterricht (Chur 1830)
- Zwei Predigten aus Veranlassung des diesjährigen Eidgenössischen Buß-, Bet- und Danktages (Chur 1831)
- Predigt über Epheser 1, 20–21 (Basel 1845)
- Denksprüche mit Liedversen für Confirmanden (Chur/Leipzig 1854)
- Leitfaden zum Konfirmandenunterricht (Chur/Leipzig 1856)